# مثلث سرنوشت
مثلث سرنوشت، آمریکا، اسرائیل و فلسطینیان (۱۹۸۳ میلادی) نام کتابی از نوآم چامسکی، زبان‌شناس، فیلسوف و فعال سیاسی آمریکایی است که مجید پزشکی در ایران آن را به نام مثلث سرنوشت، آمریکا، اسرائیل و فلسطینی‌ها ترجمه و به سال ۱۳۷۱ توسط انتشارات علمی و فرهنگی منتشر شد.

## محتوای کتاب
مضمون اصلی کتاب متمرکز بر جنگ ۱۹۸۲ لبنان و طرفداری از صهیونیست توسط بسیاری از رسانه‌ها و نخبگان آمریکا است.
ادوارد سعید دربارهٔ این کتاب در مقدمهٔ ویرایش جدید (۱۹۹۹) آن می‌نویسد: «ادعای اصلی چامسکی این است که اسرائیل و آمریکا - به خصوص دومی - ردکنندگان صلح‌اند، درحالی که عرب‌ها از جمله سازمان آزادی‌بخش فلسطین، سال‌ها تلاش کردند که خود را با واقعیت اسرائیل وفق دهند.